# Meledonus lucinus
Meledonus lucinus är en tvåvingeart som först beskrevs av Henry J. Reinhard 1959.  Meledonus lucinus ingår i släktet Meledonus och familjen parasitflugor.
Artens utbredningsområde är Kalifornien. Inga underarter finns listade i Catalogue of Life.